# Александър Алехин
Александър Александрович Алехин е четвъртият световен шампион по шахмат (1927 – 1935 г. и 1937 – 1946 г.). Роден на 31 октомври 1892 г. (според някои източници – на 1 ноември 1892 ) в Москва, Русия, в аристократично семейство. Шахматен теоретик и литератор, доктор по право. Починал на 24 март 1946 в Ещорил, Португалия. Погребан е в Париж, Франция.

## Биография и кариера
Алехин научава правилата на шахмата, когато е 7-годишен. Започва да играе сериозно след 12-ата си година. Между 1908 и 1914 г. участва в множество турнири. През 1908 г. в пролетния шахматен любителски турнир в Москва заема 1-во място. Същата година на 16 години прави международния си дебют на турнир в Дюселдорф, където дели 4-5-о място. Печели 1-во място в турнира на Московския шахматен кръжок и правото да играе на Всерусийския турнир на любителите, където е победител. Така през 1909 г. е удостоен със званието „майстор“. От 1910 г. бързо се придвижва сред най-силните шахматисти в света. През 1912 г. на турнира в Стокхолм заема 1-во място, във Вилнюс на турнира на руските майстори – 6 – 7 (с Левенфиш); 1913 г. – в Шевенинген – 1-во място, в Петербург на турнира на майсторите дели 1 – 2 място с Левенфиш), на Всерусийския турнир на майсторите – 1 – 2 място с Арон Нимцович и двамата получават право да играят на Петербургския турнир на гросмайсторите. Печели мачовете със С. Левитски – 7:3 (Петербург, 1913) и Емануел Ласкер – 3:0 (Париж, 1913). През 1914 г. заема 3-то място на международен турнир в Санкт Петербург след Ласкер и Хосе Раул Капабланка и става един от първите гросмайстори – звание, дадено на петима шахматисти от цар Николай II .
Дебютът си като гросмайстор Алехин прави същата година в Манхайм, Германия, като печели турнира (+9, -1, =1), който е прекратен заради започването на Първата световна война. От 1916 г. Алехин служи доброволно на страната на Русия във войната. След войната живее за кратко в Одеса. През 1918 г. е осъден на смърт чрез разстрел заради аристократичния си произход. Присъдата е отменена 2 часа преди определеното време за изпълнение благодарение намесата на някой от висшите революционни дейци. Алехин се връща в Москва и работи като преводач за конгреса на Коминтерна.
През 20-те години на XX век Алехин се опитва да спечели званието „Световен шампион по шахмат“. През 1920 г. става първият шампион по шахмат на СССР. През 1921 г. се жени за журналистката Ана-Лиза Рюг, представителка на швейцарската социалдемократическа партия в Русия и се премества да живее във Франция . Победител е в много големи международни турнири: Будапеща (1921); Баден-Баден (1925); Кечкемет (1927); Сан Ремо (1930 – на 3,5 т. пред втория Нимцович); Блед, Югославия (1931 – на 5,5 т. пред втория Боголюбов); Лондон, Берн, Пасадена (1932); Париж (1933); Цюрих (1934); Еребру (1935). През 1922 г. остава втори на престижния турнир в Лондон, след световния шампион Хосе Раул Капабланка. Там подписва договор с него за мач за световната титла. През 1925 г. се представя блестящо в Париж на турнира по блинд (без да гледа фигурите) като от 27 партии печели 22, губи 2 и завършва реми 3. Поставя и световен рекорд за най-голям сеанс по блинд – 28 партии (+22, -3, =3). Същата година получава френско гражданство и започва докторантура по право в Сорбоната. През 1927 г. печели световната титла в договорения мач срещу Капабланка и я запазва до смъртта си с двугодишно прекъсване от 1935 до 1937 г., когато шампион става д-р Макс Еве. През 1933 г. на световното изложение в Чикаго поставя нов световен рекорд за най-голям сеанс по блинд – 32 партии (+19, -4, =9).
На световните шахматни олимпиади Алехин оглавява отбора на Франция. През 1930 г. в Хамбург печели всичките 9 партии. На олимпиадите следващата година в Прага и през 1933 г. във Фолкстон (Англия) отново показва най-добър резултат на първа дъска. През 1939 г. в Буенос Айрес заема 2-ро място на първа дъска след Капабланка.
По време на Втората световна война е преводач на страната на Франция. През войната участва в много турнири на територии, окупирани от немците. Това е условие, поставено му от нацистите, за да се събере отново с втората си жена, американка от еврейски произход, която била заловена във Франция. През 1941 г. дели 2 – 3 място на европейско първенство в Мюнхен след Г. Щолц, а в Краков – 1 – 2 място с П. Шмидт. През 1942 г. играе на турнирите в Залцбург, Мюнхен, Варшава и Прага, като навсякъде заема 1-во място. През 1943 г. дели 1 – 2 място в Залцбург с Паул Керес и в Прага с К. Юнге. В края на 1943 г. Гестапо му дава право да замине за Испания, но не и на жена му. През 1944 – 1945 г. побеждава в редица испански турнири.
Последните месеци от живота си Алехин прекарва в бедност и самотност в Португалия. Умира на 24 март 1946 г. на 53 години в хотелската си стая в Ещорил, близо до Лисабон, където е намерен мъртъв на 25 март сутринта. Починал е от задавяне или сърдечен инфаркт, като точната причина за смъртта му е неизвестна. През 1999 г. канадският гросмайстор Кевин Спрагет изказва предположение, че Алехин може да е бил убит заради участието си в турнири в Нацистка Германия по време на Втората световна война . След 10 години прахът на Алехин е погребан в парижкото гробище Монпарнас. На паметника му е написано „Руски и френски шахматен гений“.

## Мачове за световната титла
Единствено Алехин успява да изпълни договорените условия в Лондон през 1922 г. за мач за световната титла с шампиона Капабланка, като осигурява изисквания минимален награден фонд от 10 000 долара от аржентински спонсори. Мачът се провежда при закрити врати в Буенос Айрес през 1927 г. Алехин е считан за абсолютен аутсайдер поради предишните му срещи с кубинеца, в които няма нито една победа, а също и заради убедителната победа на Капабланка на турнира в Ню Йорк с 2,5 точки пред Алехин същата година преди мача. Прогнозите на Шпилман, Боголюбов и други шахматисти не се сбъдват. Алехин се подготвя много добре и играе напористо и силно, а Капабланка не е толкова резултатен като дотогава. Борбата преминава при редуващо се предимство на двамата. Алехин повежда в първата партия, Капабланка печели 3-тата и 7-ата, но Алехин побеждава в 11-ата и 12-ата, поема инициативата и не я изпуска до края на мача. Увеличава аванса си в 21-вата партия, Капабланка отново го намалява с победа в 27-а, но Алехин печели с белите фигури 32-рата и 34-та и така достига необходимите 6 победи при 3 загуби и 25 ремита, с което печели мача след два и половина месеца напрегната борба. На 29 ноември 1927 г. Александър Алехин на 35 години става четвъртият световен шампион по шахмат.
През 1929 г. играе втория си мач за световната титла, този път претендент е Ефим Боголюбов. Алехин го печели предсрочно след 25-ата партия с резултат 15,5:9,5 (+11, -5, =9). През 1934 г. отново предсрочно побеждава Боголюбов в мач за световната титла с 15,5:9,5 (+8, -3, =15). През 1930 г. Алехин предвожда отбора на Франция на шахматната олимпиада в Хамбург.
През 1935 г. Алехин отстъпва титлата на Макс Еве, на мач в Холандия, който губи с 14,5:15,5 (+8, -9, =13). Алехин трябва да спечели последната, 30-а партия, за да си запази титлата, но това не му се удава. Поради увлечението си по алкохола той често е пиян по време на партиите. В мача-реванш през 1937 г. отново в Холандия Алехин, вече преодолял алкохолната си зависимост, печели убедително с 15,5:9,5 (+10, -4, =11) и става първият шахматист, който успява да си върне титлата в реванша.
През 1938 – 1939 г. има преговори за мач за световната титла с Ботвиник, но такъв не се състои заради Втората световна война. През 1946 г. преговорите с Ботвиник са възобновени, но до мач не се стига поради преждевременната смърт на Алехин.

## Сеанс в София
На 13 април 1936 г. по покана на Софийския шахматен клуб Алехин играе сеанс от 40 партии в градското казино в София. Резултатът е 26 победи, 10 равенства и 4 загуби. Срещу Алехин печелят партиите си Аршавир Таниелян, Александър Цветков, Андрей Малчев и Георги Семерджиев. С равенство завършват Александър Кипров, Найден Войнов, А. Радославов, Теодор Траянов и др.

## Шахматно наследство
В кариерата си Алехин участва в 87 турнира, като печели 62 от тях. Участва и в 23 мача (+17, -2, =4), 5 от тях за световната титла. Неговото шахматно наследство е изключително. В областта на дебютната теория на Алехин принадлежи разработката на оригинален метод за развитие (защита Алехин), създаването на нови системи в Испанска партия, Френска и Сицилианска защита, в защита Каро-Кан, Дамски гамбит, защита Нимцович и в други дебюти. Като аналитик е публикувал редица книги и стотици статии по теория и практика на шахматната игра. Известни са 1936 партии на Алехин, изиграни през периода 1903 – 1946 г., от тях 1790 в официални срещи, от които 1059 победи, 487 наравно и 244 загуби. Постигнатият резултат 1302,5 точки от 1790 възможни е 72,8% от максимума, с което Алехин заема трето място в света за всички времена след Пол Морфи и Капабланка, но изиграва повече партии от тях двамата, взети заедно. Общо на турнири и мачове играе 1264 партии (+735, -127, =402), много от тях са отличени за красива игра, а отношението „победи“/„загуби“ е 5,8:1.